# Gynoplistia (Gynoplistia) jucundella
Gynoplistia (Gynoplistia) jucundella is een tweevleugelige uit de familie steltmuggen (Limoniidae). De soort komt voor in het Australaziatisch gebied.